# آثار منسوب به دوازده امام
آثار منسوب به امامان شیعه یکی از مسائلی است که در آثار مکتوب شیعه، به عنوان یک پدیده در قرن دوم و پس از آن در قرن سوم تلقی می‌شود. موضع تشیع در نگارش حدیث، موضعی مثبت بوده و همواره به این مسئله به منزله پایه تدوین حدیث نگریسته‌است. در این راستا، کتبی به علی بن ابی‌طالب منسوب است که توسط پیامبر اسلام به وی انشاء شده‌است. بنابر روایتی از سیوطی، علی بن ابی‌طالب به نگارش احادیث و علی‌الخصوص با سند آن، توصیه می‌کرد. در همین راستا، وقتی دانشمندان از اختلاف اصحاب پیامبر دربارهٔ نگارش حدیث خبر می‌دادند، از علی بن ابی‌طالب و حسن مجتبی (دو امام اول شیعیان) به عنوان موافقان نگارش حدیث یاد کرده‌اند. جعفر صادق نیز از توصیه کنندگان به نگارش حدیث بود همین امر سبب شد تا شاگردانش در جلسات درس، به همراه لوح و قلم به ضبط احادیثش بپردازند.
پدیده آثار منسوب به امامان شیعه همواره این سؤال را ایجاد کرده‌است که آیا امامان شیعه برای شیعیان، آثاری مکتوب را به یادگار گذاشته‌اند یا آنکه اساساً با تألیف اثر مکتوب توسط خودشان، مخالف بودند. در این میان، منابع شیعی و غیر شیعی همواره آثار متعددی را به امامان خویش منسوب می‌دانستند. سید محسن امین، یکی از دلایل نبود منابع بیشتر از امامان شیعه را اختناق ناشی از حکومت‌های بنی امیه و بنی عباس دانسته که سبب شده بود تا امامان شیعه به تقیه مجبور باشند و از بیان تمام حقایق، محروم شوند. در یک تقسیم، آثار منسوب به امامان شیعه به دو دسته کلی آثار کامل و آثار ناقص تقسیم می‌شوند. آثار کامل، به آثاری گفته می‌شود که توسط نسخه کاملی از آن در دسترس باشد. در مقابل آثار ناقص، تنها بخش یا قسمت کوتاهی از آن در دیگر آثار منعکس شده یا به صورت مجزا، باقی مانده‌است. در این میان برخی از آثار نیز به‌طور کل از بین رفته و نسخه‌ای از آن باقی نمانده‌است. در این راستا، عالمان امامیه، در تلاش برای شناسایی و یافتن کتب منسوب به امامان خویش بوده‌اند؛ از جمله این افراد می‌توان به تتبع سید محسن امین در کتاب اعیان الشیعه، محمدرضا حسینی در کتاب تدوین السنة الشریفه، باقر شریف قرشی در کتب مربوط به تاریخ ائمه و سید علی شهرستانی در منع تدوین الحدیث اشاره کرد.
با وجود آنکه برخی از محققان، آثاری را که به دست مولفانی غیر از امامان شیعه نگاشته شده باشد، به شرط استماع از امامان یا تخصص در نگارش، به عنوان آثار منسوب به امامان شیعه به حساب می‌آورند؛ اما در فهرست حاضر، تنها آثاری که در نسخه‌ای از نسخ آن به امامان شیعه، منسوب باشد، پرداخته شده‌است.

## فهرست آثار منسوب به امامان شیعه
راهنمای فهرست: (      ناشناخته = بدون گزارش اثر در منابع)، (      ن/م = نامشخص)، (      ترجمه ندارد)، (نسخه خطی نادر = نسخه‌های نفیس و غیر دسترس عموم)، (نسخه مفقود = عدم وجود نسخه، حتی خطی نادر)
| تصویر خطاطی                                                        | نام               | نام اثر نام‌های دیگر                                                                                        | موضوع اثر              | حجم اثر                                                                          | وضعیت نشر                                                | ترجمه | توضیحات |
| ------------------------------------------------------------------ | ----------------- | --- | ---------------------- | -------------------------------------------------------------------------------- | -------------------------------------------------------- | --- | --- |
|                                                                    | علی بن ابی‌طالب    | جامعه کتاب علی                                                                                             | فقه                    | —                                                                                | این اثر به صورت پراکنده در آثار مختلف شیعی گزارش شده‌است. | N | این اثر یکی از مهمترین پشتوانه‌های حدیثی نزد امامیه است که توسط پیامبر اسلام، انشاء و به خط علی بن ابی‌طالب به نگارش درآمده‌است. این اثر به جهت رویت افراد متعدد، در خصوص انتساب به علی بن ابی‌طالب، نسبت به سایر آثار منسوب، برتری دارد.                     |
| صحیفه علی صحیفه النبی                                              | علی بن ابی‌طالب    | فقه | —                      | نسخه مفقود                                                                       | N                                                        | در منابع اهل سنت، از کتابی با عنوان صحیفه علی یاد شده‌است که در زمینه‌های دیه، آزادی بنده و عدم جواز قتل مؤمن در برابر کافر، روایاتی را گزارش کرده‌است. برخی این اثر را با جامعه یکی دانسته‌اند و برخی دیگر محتوای آن دو را یکی گزارش کرده‌اند؛ اما دانشنامه اسلام، بین این دو اثر تفاوت گزارش کرده‌است. | |
| مصحف فاطمه                                                         | علی بن ابی‌طالب    | علوم خفیه                                                                                                  | سه برابر متن قرآن      | نسخه مفقود                                                                       | N                                                        | این اثر، نسخه‌ای از املاء جبرائیل و کتابت علی بن ابی‌طالب است که به جهت مخاطب قرار گرفتن فاطمه زهرا، به مصحف فاطمه مشهور است. برخی چون مدرسی، این اثر را به عنوان وصیتنامه فاطمه زهرا یاد کرده‌اند. | |
| کتاب الجفر کتاب جفر                                                | علی بن ابی‌طالب    | علوم خفیه                                                                                                  | —                      | نسخه خطی نادر                                                                    | N                                                        | کتاب الجفر یا کتاب جفر، کتابی است منسوب به علی بن‌ ابی‌طالب که محتوای آن، اخبار غیبی از حوادث آینده است. برخی این کتاب را در کنار جامعه و صحیفه گزارش کرده‌اند. | |
| مصحف علی                                                           | علی بن ابی‌طالب    | قرآن | —                      | نسخه خطی نادر                                                                    | N                                                        | تصحیفی از قرآن است که توسط علی بن ابی‌طالب صورت گرفته‌است و شامل اوایل جزء ۲۳ قرآن (سوره یس) تا آیه ۴۵ از سوره فصلت می‌باشد. این مصحف به خط کوفی نوشته شده‌است. همین‌طور مصحف دیگری به خط علی از سوره هود تا آخر سوره کهف نیز باقیست که هر دو در کتابخانه آستان قدس رضوی نگهداری می‌شود. نسخه کاملی از قرآن نیز به علی منسوب است که بر اساس ترتیب نزول تدوین شده‌است؛ اما از این نسخه، هیچ اثری گزارش نشده‌است. برخی چون رامیار در وجود این مصحف تردیدهایی را مطرح کرده‌اند. | |
| کتاب فی العلوم القرآن کتاب املی فیه ستین نوعاً من انواع علوم القرآن | علی بن ابی‌طالب    | علوم قرآنی                                                                                                 | ۱۳ برگ خطی             | چاپ شده در کتاب بحارالانوار                                                      | N                                                        | این اثر، شامل علوم قرآنی بوده و در نوع خود، اولین اثر در حوزه فعالیت علوم قرآنی بوده‌است. این اثر توسط محمدباقر مجلسی در بحارالانوار به صورت کامل گزارش و در آن ۶۰ نوع از انواع علم قرآنی ذکر شده‌است. | |
| کتاب الدیات کتاب الفرائض                                           | علی بن ابی‌طالب    | فقه | ۱۷ ورق چاپی            | چاپ شده در کتاب من‌لایحضره‌الفقیه                                                  | - فارسی                                                  | این اثر، کتابی است منسوب به علی بن ابی‌طالب که در آن به تشریح مقدار دیات پرداخته شده‌است. | |
| «عهدنامه مالک اشتر»                                                | علی بن ابی‌طالب    | اخلاق و عرفان                                                                                              | ۲ صفحه چاپی            | چاپ شده در کتاب نهج البلاغه                                                      | - فارسی - انگلیسی                                        | از جمله آثار علی بن ابی‌طالب است که خطاب به مالک اشتر نوشته و به زبان‌های مختلف و به صورت مجزا، چاپ و نشر شده‌است. | |
| تعلیقة النحویه                                                     | علی بن ابی‌طالب    | نحو | —                      | نسخه مفقود                                                                       | N                                                        | این اثر توسط علی بن ابی‌طالب به ابو اسود دوئلی املا شده‌است. | |
|                                                                    | حسن مجتبی         | ناشناخته                                                                                                   | ناشناخته               | ناشناخته                                                                         | ناشناخته                                                 | ناشناخته | ناشناخته |
|                                                                    | حسین بن علی       | ناشناخته                                                                                                   | ناشناخته               | ناشناخته                                                                         | ناشناخته                                                 | ناشناخته | ناشناخته |
|                                                                    | علی بن الحسین     | صحیفه سجادیه صحیفه کامله                                                                                   | ادعیه                  | حجم این اثر، در نسخه‌های مختلف متفاوت است. قدیمیترین نسخه آن، شامل ۳۸ دعا می‌باشد. | چاپ شده شرح شده ترجمه شده تصحیح شده                      | - فارسی - انگلیسی - اردو - بنگالی - ژاپنی - ترکی استانبولی | این کتاب در دو نسخه، توسط دو فرزند علی بن الحسین (محمد باقر و زید) استنساخ شده‌است و نسخه کنونی این کتاب، نسخه مقابله شده این دو نسخه، توسط «شیعه بلخی» است. علاوه بر صحیفه کامله، ۴ صحیفه دیگر نیز به علی بن الحسین منسوب است.                            |
| رساله حقوق                                                         | علی بن الحسین     | اخلاق | ۱۷ صفحه چاپی           | چاپ شده شرح شده ترجمه شده تصحیح شده                                              | - فارسی - انگلیسی - اردو - هندی                          | رساله حقوق، در کنار نامه‌ای دیگر از علی بن الحسین، در موضوع حقوق نگاشته شده‌است. با وجود آنکه سند نامه، نسبت به کتاب قوی‌تر است، اما کتاب حاوی نکات بیشتری‌است. این رساله به‌طور کامل در کتاب تحف العقول نقل شده‌است. | |
| کتاب علی بن الحسین                                                 | علی بن الحسین     | حدیث | —                      | نسخه مفقود                                                                       | N                                                        | این اثر، از جمله آثاری است که اکنون در دسترس نیست و تنها بخش‌های اندکی از آن در کتب دیگر شیعه، گزارش شده‌اند. | |
|                                                                    | محمد بن علی       | تفسیر الباقر                                                                                               | تفسیر قرآن             | —                                                                                | نسخه مفقود                                               | N | کتابی تفسیری به محمد باقر منسوب است که ابن ندیم آن را منقول از ایوجارود دانسته‌است. بخشی از این اثر اکنون در دسترس است. |
| رساله الی سعد الخیر                                                | محمد بن علی       | کلام | ۵ صفحه چاپی            | چاپ شده در کتاب کافی                                                             | - فارسی                                                  | متن دو نامه است که از جانب محمد باقر به شخصی به نام سعد الخیر از بنی امیه نگاشته شده‌است که کلینی هر دو نامه را در روضه کافی گزارش کرده‌است. | |
|                                                                    | جعفر بن محمد      | رساله الاهوازیه رساله عبدالله بن نجاشی                                                                     | کلام و فقه             | ۲ صفحه چاپی                                                                      | چاپ شده شرح شده ترجمه شده                                | - فارسی | این اثر، نامه‌ای از جعفر صادق به عبدالله بن نجاشی، والی اهواز است. این اثر در کتب مختلفی چون بحارالانوار گزارش شده و توسط برخی از عالمان امامی همچون مجلسی، دارای شرح می‌باشد.                                                                              |
| رساله فی الغنائم                                                   | جعفر بن محمد      | فقه | ۵ صفحه چاپی            | چاپ شده در کتاب تحف العقول                                                       | - فارسی                                                  | این اثر در کتاب تحف العقول نقل شده‌است. | |
| رساله فی وجوه معایش العباد                                         | جعفر بن محمد      | اخلاق و عرفان                                                                                              | ۱۰ صفحه چاپی           | چاپ شده در کتاب تحف العقول                                                       | - فارسی                                                  | این اثر جوابی است به نامه شخصی که از جعفر صادق، در خصوص معایش عباد از جهت کسب و کار و تعاملات معاملاتی و انواع نفقه‌ها. | |
| رساله الی اصحابه                                                   | جعفر بن محمد      | عرفان | ۳ صفحه چاپی            | چاپ شده در کتاب تحف العقول                                                       | - فارسی                                                  | این اثر، نامه‌ایست از جعفر صادق به اصحابش که آنان را به دقت نظر در مفاد آن توصیه کرده‌است و متذکر شده که پس از هر نماز به مفادش نگاه بیندازند. این رساله در کتاب تحف العقول با عنوان «رسالته إلی جماعة شیعته وأصحابه» منتشر گردیده‌است. | |
|                                                                    | موسی بن جعفر      | تفسیر منسوب به موسی کاظم                                                                                   | تفسیر قرآن             | —                                                                                | نسخه مفقود                                               | N | این اثر، تا قرن ششم در دسترس بوده، اما اکنون از آن نسخه‌ای باقی نمانده‌است. ابن شهرآشوب در مناقب آل ابی‌طالب خود از این کتاب، نقل‌هایی را گزارش کرده‌است. |
| مسند الامام موسی بن جعفر                                           | موسی بن جعفر      | حدیث | ۵۹ روایت               | چاپ شده تحقیق شده                                                                | N                                                        | این اثر توسط موسی بن ابراهیم مروزی از موسی کاظم استماع و کتابت شده‌است. | |
|                                                                    | علی بن موسی الرضا | صحیفه رضویه صحیفه الرضا                                                                                    | حدیث                   | ۲۵۶ صفحه چاپی                                                                    | چاپ شده تحقیق شده چاپ شده                                | - فارسی | این اثر شامل روایات نقل شده از علی بن موسی الرضا است که توسط عبدالله بن احمد بن عامر نقل گردیده‌است. این روایات به سال ۱۹۴ ه‍.ق و در مدینه استماع گردیده‌است. موضوع روایات کتاب، ادعیه، اهمیت نمازهای یومیه و نماز میت و همچنین ذکر فضایل اهل بیت پیامبر است. |
| رساله تمام الشریعه المصطفویه فی اصول الدین                         | علی بن موسی الرضا | کلام | ۵۴ برگ خطی ۷ صفحه چاپی | چاپ شده در کتاب تحف العقول                                                       | - فارسی                                                  | این اثر، در علم کلام و مخاطبش مأمون عباسی است. | |
|                                                                    | محمد بن علی       | ناشناخته                                                                                                   | ناشناخته               | ناشناخته                                                                         | ناشناخته                                                 | ناشناخته | ناشناخته |
|                                                                    | علی بن محمد       | رساله جبر و تفویض رسالته علیه السلام فی الرد علی اهل الجبر و التفویض و اثبات العدل و المنزلة بین المنزلتین | کلام                   | ۱۴ صفحه                                                                          | منتشر شده در کتاب تحف العقول                             | - فارسی | این اثر، به عنوان اولین کتاب در زمینه رد بر جبر و تفویض از میان منابع اسلامی یاد می‌شود و به‌طور کامل در کتاب تحف العقول گزارش شده‌است. |
|                                                                    | حسن عسکری         | «مواعظ القصار»                                                                                             | حدیث                   | ۲ صفحه چاپی                                                                      | چاپ شده در کتاب تحف العقول                               | - فارسی | متن روایاتی است که به همراه نامه‌ای به اسحاق بن اسماعیل نیشابوری، در کتاب تحف العقول گزارش شده‌است. |
| رساله المنقبت                                                      | حسن عسکری         | کلام | —                      | —                                                                                | —                                                        | متن نامه‌ایست که توسط حسن عسکری به سال ۲۵۵ ه‍.ق کتابت شده و در خصوص حلال و حرام‌ها بوده‌است. همچنین متن نامه‌ای دیگر که ابن شهرآشوب از آن را در مناقب خود خبر داده‌است و می‌افزاید که این نامه در خصوص مکاتبات دو تن با حسن عسکری در خصوص احکام دین است. | |
|                                                                    | حجت بن الحسن      | ناشناخته                                                                                                   | ناشناخته               | ناشناخته                                                                         | ناشناخته                                                 | ناشناخته | ناشناخته |

## آثار منسوب مورد مناقشه
در بین آثار منسوب به امامان شیعه، برخی آثار در انتسابشان مورد مناقشه قرار گرفته‌اند؛ که عبارتند از:
| تصویر خطاطی                                                    | نام               | نام اثر نام‌های دیگر | موضوع اثر     | حجم اثر                              | وضعیت نشر                           | ترجمه | توضیحات |
| -------------------------------------------------------------- | ----------------- | ------------------- | ------------- | ------------------------------------ | ----------------------------------- | --- | --- |
|                                                                | علی بن ابی‌طالب    | جمع القرآن و تأویله | علوم قرآنی    | —                                    | نسخه مفقود                          | N | کتابی است در خصوص جمع‌آوری و نسخه‌نویسی قرآن به همراه ترتیب نزول سوره‌های آن که سید محسن امین آن را از آثار علی بن ابی‌طالب می‌داند. |
|                                                                | محمد بن علی       | کتاب الهدایه        | —             | —                                    | نسخه مفقود                          | N | ابن ندیم، کتابی را با نام الهدایه یاد می‌کند که به عقیده محسن امین، این اثر احتمالاً منسوب به محمد باقر است. |
| المناسک                                                        | محمد بن علی       | فقه                 | ۵ صفحه چاپی   | چاپ شده در کتب مختلف همچون مسند احمد | N                                   | این اثر به درخواست مسلمین که از مناسک حج بی اطلاع بودند نگاشته شده‌است و در انتساب اثر بین محمد باقر و پدرش علی بن الحسین اختلاف است. | |
|                                                                | جعفر بن محمد      | الاهلیجه فی التوحید | کلام          | ۱۰۶ صفحه چاپی                        | چاپ شده در کتاب بحارالانوار         | N | موضوع کتاب حدیث‌های کلامی است که توسط محمدباقر مجلسی، یکی از مصادر بحارالانوار قرار گرفته‌است. این کتاب توسط مفضل بن عمر گزارش شده و توسط جعفر صادق بر او املا شده‌است. ابن ندیم، تألیف شدن کتاب توسط جعفر صادق را محال می‌داند اما وجه محال بودن آنرا بیان نمی‌کند. |
| توحید مفضل کتاب التوحید                                        | جعفر بن محمد      | کلام                | ۳ صفحه چاپی   | چاپ شده شرح شده ترجمه شده            | - فارسی                             | در انتساب این کتاب مناقشاتی وجود دارد و گروهی این اثر را مربوط به قرن چهارم و تألیف شده توسط فرقه اسماعیلیه دانسته‌اند که بعدها از حوزه اسماعیلیه به حوزه امامیه منتقل گردید. | |
| مصباح الشریعه                                                  | جعفر بن محمد      | اخلاق و عرفان       | ۲۰۴ صفحه چاپی | چاپ شده ترجمه شده                    | - فارسی - انگلیسی                   | انتساب این کتاب مورد مناقشه قرار گرفته‌است و با وجود چاپ‌های متعددش، توسط برخی از علماء امامیه همچون محمدباقر مجلسی، مورد انکار قرار گرفته‌است. مخالفان معتقدند که این کتاب از مؤلفی صوفی بوده و ادبیاتش با ادبیات آثار قرن دوم، متفاوت است. | |
| جعفریات اشعثیات                                                | جعفر بن محمد      | حدیث                | ۲۴۱ صفحه چاپی | چاپ شده                              | N                                   | این اثر با وجود آنکه تألیف یکی از عالمان امامی مذهب به نام محمد بن محمد بن اشعث (قرن چهارم) بوده، به جهت جمع‌آوری روایات جعفر صادق، به وی منسوب گردیده‌است که این انتساب، باطل است. | |
| نثر الدر نثر الدرر                                             | جعفر بن محمد      | حدیث                | ۱۰ صفحه چاپی  | چاپ شده در کتاب تحف العقول           | - فارسی                             | این اثر، توسط فرزند شیخ طبرسی به نگارش درآمده و به اشتباه، به جعفر صادق منسوب است. | |
| خواص القرآن الکریم منافع القرآن                                | جعفر بن محمد      | علوم قرآنی          | —             | نسخه خطی نادر                        | N                                   | در مقدمه این اثر، کتاب به جعفر صادق منسوب شده‌است؛ تألیف شده در قرن چهارم ه‍.ق است و نسخه خطی آن در کتابخانه ظاهریه دمشق موجود است. با وجود آنکه در متن کتاب از کتاب کشف السر تألیف محمد بن احمد بن سعید تمیمی اقتباساتی صورت گرفته‌است، انتساب این اثر به جعفر صادق از جانب برخی نسخه‌شناسان، به شدت تقویت شده‌است.                                                               | |
| تفسیر امام جعفر صادق                                           | جعفر بن محمد      | تفسیر قرآن          | ۲۷۲ صفجه چاپی | چاپ شده تحقیق شده                    | N                                   | این اثر، با وجود انتساب به جعفر صادق، محتوایی باطنی داشته که به عقیده مخالفان انتساب، در فضایی اسماعیلی و صوفیانه نگارش یافته‌است و توسط ابوعبدالرحمن سلمی، به صورت مزدوج با تفسیر وی درآمیخته است. انتساب این اثر توسط علمای امامیه، مردود است.لویی ماسینیون اینگونه آثار منسوب به جعفر صادق را اثری از جابر بن حیان می‌داند که تألیفات خود را به نام جعفر صادق منتشر می‌نمود. | |
| ذکر مناظرة جعفر الصادق لبعض الشیعه فی التفضیل بین ابی‌بکر و علی | جعفر بن محمد      | کلام                | —             | نسخه خطی نادر                        | N                                   | نسخه این اثر مربوط به ۸۰۰ سال قبل بوده و حاوی اعتقاداتی است که با عقاید شیعه سازگاری ندارد. همین امر سبب شده‌است تا این اثر نزد شیعیان امامیه اعتباری نداشته باشد. نویسنده این اثر یکی از علمای اهل سنت بوده‌است که در غالب مناظره‌ای (احتمالاً ساختگی) فضائلی را از جانب جعفر صادق برای ابوبکر اثبات نماید.                                                                     | |
| رساله یعلم منها اختبارات الایام النحسة و الجیدة                | جعفر بن محمد      | علوم غریبه          | ۱۲ برگ خطی    | نسخه خطی نادر                        | N                                   | عالمان امامیه، این اثر را منسوب به جعفر صادق ندانسته‌اند. | |
| رسالة لجعفر بن محمد الصادق فی الکیمیا                          | جعفر بن محمد      | کیمیا               | —             | نسخه خطی نادر                        | N                                   | در انتساب این اثر به جعفر صادق، دلیل موثقی وجود ندارد و احتمال داده‌شده‌است که مؤلف آن، جابر بن حیان و از تعلیمات جعفر صادق باشد. | |
| الرساله المفضلیة و الاتکال علی باری البریة                     | جعفر بن محمد      | کلام                | ۵ برگ خطی     | نسخه خطی                             | N                                   | این رساله را علویان سوریه به جعفر صادق منسوب می‌دارند و به جهت وجود اعتقادات باطنی (که از اعتقادات خاص نصیریان و علویان سوریه است) انتساب این اثر به جعفر صادق مورد مناقشه قرار گرفته‌است. | |
| الصراط                                                         | جعفر بن محمد      | کلام                | —             | چاپ شده                              | N                                   | این کتاب، از کتب سری فرقه علویان سوریه (نصیریه) می‌باشد که احتمال داده‌شده توسط یکی از رهبران این فرقه و در قرون اخیر نگارش یافته و به جعفر صادق منسوب گردیده‌است. در این اثر، اعتقاداتی چون تناسخ ارواح و مسخ مطرح گردیده‌است. | |
| کتاب الجفر                                                     | جعفر بن محمد      | علوم خفیه           | —             | نسخه خطی نادر                        | N                                   | گروهی از اهل سنت همچون ابن خلدون، کتاب الجفر را منسوب به جعفر صادق می‌دانند، اما دیدگاه به واقع نزدیک‌تر، انتساب این کتاب به علی بن ابی‌طالب است. | |
| الهفت و الاظلة الهفت الشریف                                    | جعفر بن محمد      | کلام                | ۲۲۴ صفجه چاپی | چاپ شده تحقیق شده                    | N                                   | این کتاب، از کتب مورد استناد فرقه علویان سوریه بوده و سبک نگارش آن، پر شباهت به آثار اسماعیلیه است تا آنجا برخی این اثر را کتابی از کتب اسماعیلیه دانسته‌اند. | |
|                                                                | علی بن موسی الرضا | رساله ذهبیه         | طب            | ۸۱ صفحه چاپی                         | چاپ شده شرح شده تحقیق شده ترجمه شده | - فارسی - اردو | این اثر، کتابی است با موضوع طب که به دستور مأمون - خلیفه عباسی - به نگارش درآمده‌است. برخی چون محمدباقر مجلسی در نسبت این کتاب با علی بن موسی الرضا به دید تردید نگریستند. جهت شهرت این اثر به رساله ذهبیه (رساله طلایی)، نگارش آن با آب طلاست. |
| صحیفه امام رضا مسند امام رضا                                   | علی بن موسی الرضا | حدیث                | ۷۳ صفحه چاپی  | چاپ شده تحقیق شده                    | N                                   | اثر مسند امام رضا که گاهی به صحیفة الرضا نیز خوانده شده‌است، مجموعه روایاتی است که از علی بن موسی الرضا جمع‌آوری شده و توسط مؤلف به عنوان کتابی مستقل ارائه گردیده‌است. این مجموعه کتاب‌ها توسط مؤلفین متفاوت از هم منتشر شده‌اند و در انتساب آن به علی بن موسی الرضا، تردیدهایی وجود دارد.                                                                                       | |
| فقه الرضا فقه رضوی                                             | علی بن موسی الرضا | فقه                 | ۴۰۹ صفحه چاپی | چاپ شده تحقیق شده                    | N                                   | این اثر تا قرن دهم ه‍.ق ناشناخته بود تا آنکه محمدباقر مجلسی آن را در منابع بحارالانوار استفاده و آن را معتبر دانست. با این وجود در انتساب این کتاب، اختلافات و تردیدهایی وجود دارد. نسخه خطی این اثر از مدینه به اصفهان منتقل شده و از آنجا گسترش یافته‌است. | |
|                                                                | حسن عسکری         | تفسیر حسن عسکری     | تفسیر قرآن    | ۷۳۶ صفحه                             | چاپ شده تحقیق شده ترجمه شده         | - فارسی - اردو | قدیمی‌ترین نسخه خطی این اثر تفسیری، با وجود آنکه یک قرن پس از کشته شدن حسن عسکری استنساخ شده‌است اما تا پیش از آن، اثری از یادکرد این کتاب در منابع وجود ندارد و همین امر در انتساب این تفسیر به حسن عسکری، تردید ایجاد می‌نماید. پس از آن صدوق، این کتاب را به‌طور کامل در تفسیرش و به‌طور موضوعی در کتب دیگرش، گزارش می‌کند. از این اثر تا قرن پنجم ه‍.ق یادی نمی‌شود تا آنکه ابن‌غضائری این اثر را مجعول می‌داند. بعدها ابن شهرآشوب اثری دیگر در موضوع تفسیر قرآن را به حسن بن خالد برقی منسوب می‌کند که در ۱۲۰ جلد از حسن عسکری استنساخ شده‌است. |